# Love Tattoo
Love Tattoo är ett studioalbum av den irländska sångaren Imelda May. Det gavs ut den 20 oktober 2008 och innehåller 12 låtar.

## Låtlista
Alla låtar skrivna av Imelda May utan "Wild About My Lovin'" (spår 4; trad. arr.; Imelda May) och 	"It's Your Voodoo Working" (spår 11; skriven av Charles Sheffield)
| Nr  | Titel                            | Längd |
| --- | -------------------------------- | ----- |
| 1.  | "Johnny Got a Boom Boom"         | 2:59  |
| 2.  | "Feel Me"                        | 2:57  |
| 3.  | "Knock 123"                      | 5:27  |
| 4.  | "Wild About My Lovin"            | 3:15  |
| 5.  | "Big Bad Handsome Man"           | 2:43  |
| 6.  | "Love Tattoo"                    | 2:55  |
| 7.  | "Meet You At the Moon"           | 2:47  |
| 8.  | "Smokers' Song"                  | 2:37  |
| 9.  | "Smotherin' Me"                  | 2:42  |
| 10. | "Falling In Love With You Again" | 4:07  |
| 11. | "It's Your Voodoo Working"       | 3:12  |
| 12. | "Watcha Gonna Do"                | 3:42  |

## Medverkande musiker
- Imelda May – sång, bodhrán, musikproducent
- Darrel Higham – gitarr
- Al Gare – basgitarr, kontrabas
- Danny McCormack – piano, orgel
- Dave Priseman – trumpet, flygelhorn, percussion
- Dean Beresford – trummor

## Listplaceringar
| Lista     | Topplacering |
| --------- | ------------ |
| Frankrike | 14           |